# Nephrotoma electripennis
Nephrotoma electripennis är en tvåvingeart som beskrevs av Alexander 1953. Nephrotoma electripennis ingår i släktet Nephrotoma och familjen storharkrankar. Inga underarter finns listade i Catalogue of Life.